# 豊清水信号場
豊清水信号場（とよしみずしんごうじょう）は、北海道中川郡美深町字清水にある北海道旅客鉄道（JR北海道）宗谷本線の信号場である。電報略号はトス。事務管理コードは▲121828。旅客営業末期の駅番号はW58。

## 歴史

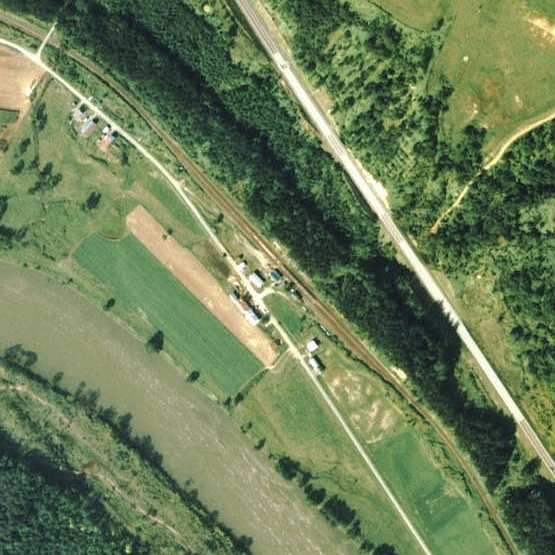
1977年の豊清水駅と周囲約500m範囲の状況。左上が稚内方面。島式ホーム1面2線。駅舎横の名寄側に貨物積卸場と引込み線。この時点で既に貨物取扱いをやめて久しい様子。

現在の清水（旧ペペケナイ・クトンベツ）および隣接する楠の両地区は明治末期から入植が開始され、1911年（大正元年）には現在の宗谷本線も恩根内駅から音威子府駅まで延伸したものの、駅は設置されなかった。
1915年（大正4年）に入ると、現在の清水地区のうちクトンベツ地区の御料地が開放されたことにより34戸の一斉入植が行われた。こういったこともあり、1917年（大正6年）には当時の鉄道省によって新駅の計画が俎上に上がり、地元住民も請願を続けた。1925年（大正14年）、1926年（大正15年）、1940年（昭和15年）の3回にわたって請願は衆議院によって受理までされているものの、第二次世界大戦の影響によって実現はしなかった。
終戦後は1946年（昭和21年）6月に、美深町・常盤村（現：音威子府村）で運輸大臣・札幌鉄道局長・同名寄管理部長・道庁・道支庁あてに陳情書が提出された。これは同年9月には札幌鉄道局によって承認され、仮乗降場として10月10日に開業した。
その後は正規の駅への昇格運動が進められたが、ちょうど東洋水銀工業中川炭鉱が駅東方300 m の地点で石炭採掘を行うこととなり（1947年5月1日操業開始）、炭鉱側から関係機関への折衝も進められ、1948年（昭和23年）には施工を承認し同年11月には駅舎が落成した。炭鉱自体は同年8月には操業中止となってしまったものの、1950年（昭和25年）には正規の駅となった。
しかし、利用者減少に伴い2021年（令和3年）3月13日に旅客扱いを廃止し、信号場となった。

### 年表
- 1917年（大正6年）：当時の鉄道省によって新駅の計画が俎上に上がる[3]。
- 1925年（大正14年）：新駅設置の請願が衆議院によって受理[3]。
- 1926年（大正15年）：新駅設置の請願が衆議院によって受理[3]。
- 1940年（昭和15年）：新駅設置の請願が衆議院によって受理[3]。
- 1946年（昭和21年）
  - 6月：美深町・常盤村（現：音威子府村）で運輸大臣・札幌鉄道局長・同名寄管理部長・道庁・道支庁あてに新駅設置の陳情書を提出[3]。
  - 9月15日：札幌鉄道局によって「恩根内 - 咲来間に臨時乗降場の設置」承認、直ちに美深町と常盤村（→音威子府村）で協議し、「豊清水駅設置期成会」結成[4][3]。
  - 9月28日：美深町と常盤村の協議により乗降場名が「豊清水」に決定し、同日付で名寄鉄道管理部長に報告[3]。
  - 10月10日：運輸省宗谷本線の豊清水仮乗降場として開業[5]。旅客のみ取扱い[1]。同日開業式と設置祝賀会を実施[3]。
    - 敷地は地元住民から土地2反5畝（約2,475㎡）の無償寄付を受け、設置費用34万1210円は地元負担となった[3]。
- 1948年（昭和23年）
  - 3月：正規の駅としての施工が承認される[3]。
  - 9月：美深町により町内会及び各集落に当駅建設の労力提供を依頼、同年11月まで美深町内全域から延べ約300人の出役奉仕を行い、駅舎・農業倉庫・木材・石炭積込施設・ホームを建設[4][3]。
    - 当時、駅設置に際しては敷地の無償提供が条件で、乗降場・駅舎建設についても地元負担であった[4]。

  - 11月7日：初代駅舎が完成[3]。
- 1949年（昭和24年）
  - 2月8日：鉄道関係者・美深町・常盤村の地元住民約200名による駅舎落成式を楠小学校にて挙行[3]
  - 6月1日：公共企業体である日本国有鉄道に移管。
- 1950年（昭和25年）1月15日：駅に昇格[6][7]。貨物・荷物取扱い開始[7]。
- 1960年（昭和35年）9月15日：車扱貨物の取扱いを廃止[8]。
- 1974年（昭和49年）10月1日：小口貨物も含めた貨物の取扱いを廃止[1]。
- 時期不詳：駅舎改築
- 1984年（昭和59年）
  - 2月1日：荷物取扱い廃止[1]。
  - 11月10日：出札・改札業務廃止（連査閉塞運転要員はそのまま配置）[新聞 4][新聞 5]。
- 1986年（昭和61年）11月1日：CTC導入に伴い、完全無人化[4][新聞 6][新聞 7]。無人化前は職員2人配置だった[新聞 7]。
- 1987年（昭和62年）4月1日：国鉄分割民営化により、北海道旅客鉄道（JR北海道）の駅となる[1]。
- 2019年（令和元年）12月3日：JR北海道が沿線自治体に対し、宗谷本線活性化推進協議会を通じて当駅含む宗谷本線の29駅[注釈 1]について、自治体による維持管理もしくは費用負担による存続か、2021年（令和3年）3月での廃止かの方針を2020年3月までに報告するよう要請[新聞 8]。
- 2020年（令和2年）3月25日：同日までに美深町が当駅の廃止を容認[新聞 9][新聞 10][新聞 11][新聞 12]。
- 2021年（令和3年）3月13日：利用者減少に伴い、同日のダイヤ改正で旅客扱いを終了[JR北 1][JR北 2][新聞 1][新聞 3]。豊清水信号場となる[新聞 2]。

### 信号場名の由来
もともと当地の地名は美深・音威子府町村境を流れる現在のペペケナイ川を指すアイヌ語、「ペペケンナイ（pe-peken-nay）」（水が・清澄な・川）から「ペペケナイ（漢字表記の場合辺別内、辺別毛内と表記）」となっていたが、1936年（昭和11年）の字名改正で、その意訳から「清水」と命名された。
1946年（昭和21年）に当信号場が仮乗降場として開業する際に名称について美深町と常盤村で協議が行われ、所在地の美深町清水および隣接する常盤村清水（現在は音威子府村咲来の一部）の両地区の名称に、すでに東海道本線清水駅があったことから、「将来豊かな所になるように」「豊かな清水」との意味を込めて「豊」を冠し、同年9月28日付で名寄鉄道管理部長に報告され、そのまま採用された。

## 構造
2線を有する列車交換型の信号場。美深駅 - 音威子府駅間で唯一、列車交換が可能である。線路西側に旧駅舎があり、信号場化された後も残されている。冬季は保線要員が常駐する。
2021年3月改正時点では、朝夕時間帯における普通列車・特急列車の行き違いに使用されている。
旅客駅時代は島式1面2線のホームを持つ地上駅で、音威子府駅管理の無人駅であった。
仮乗降場時代は単式ホーム1面1線であり、駅昇格に伴い木造駅舎と上り側1線スルー式の島式ホーム1面2線、駅舎横の名寄寄りに貨物積卸場と引込み線が設けられた。貨物および荷物取り扱い廃止後も、引込み線は待避線として残されている。

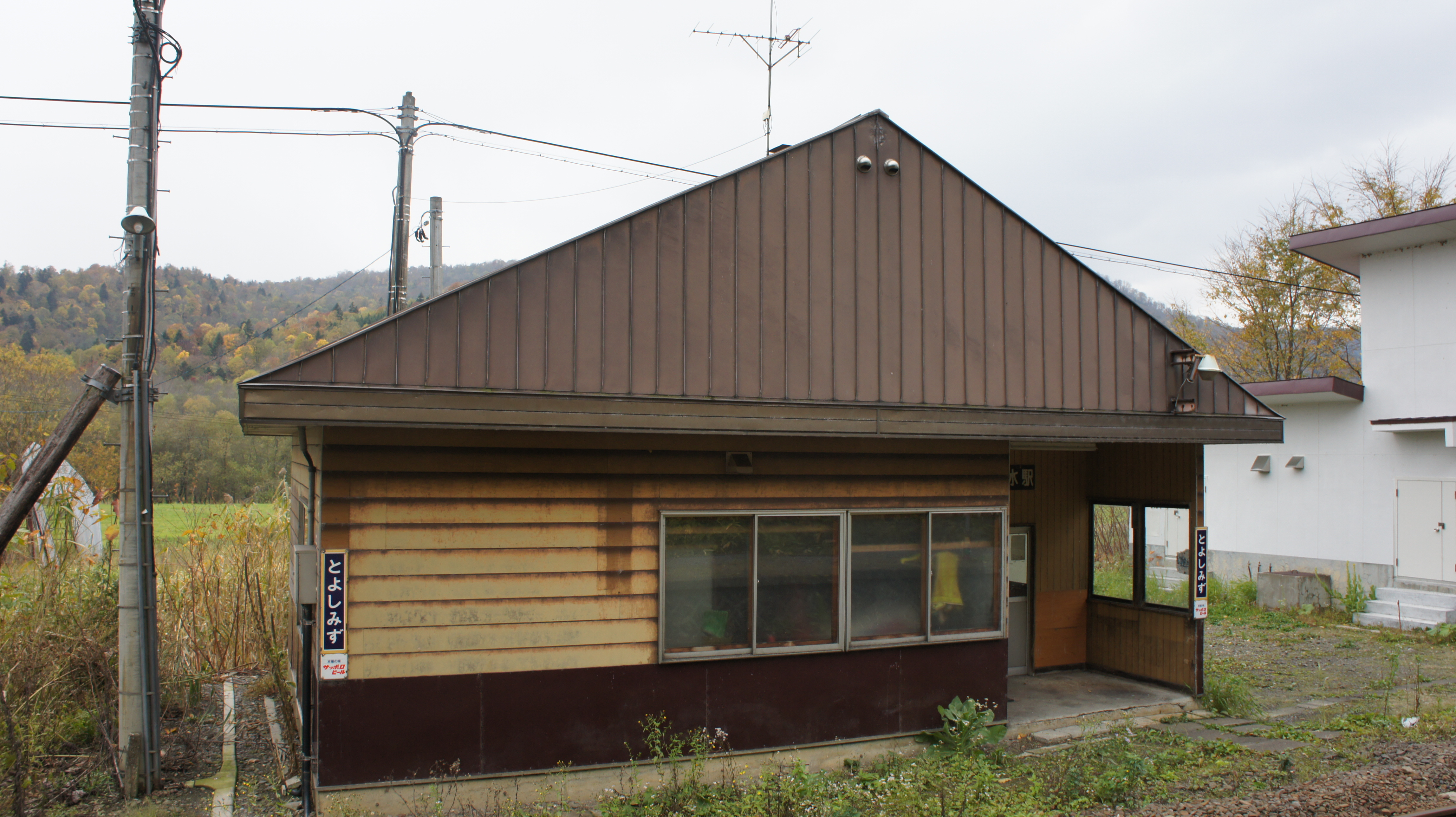
旅客営業末期の駅舎（ホーム側）（2017年10月）
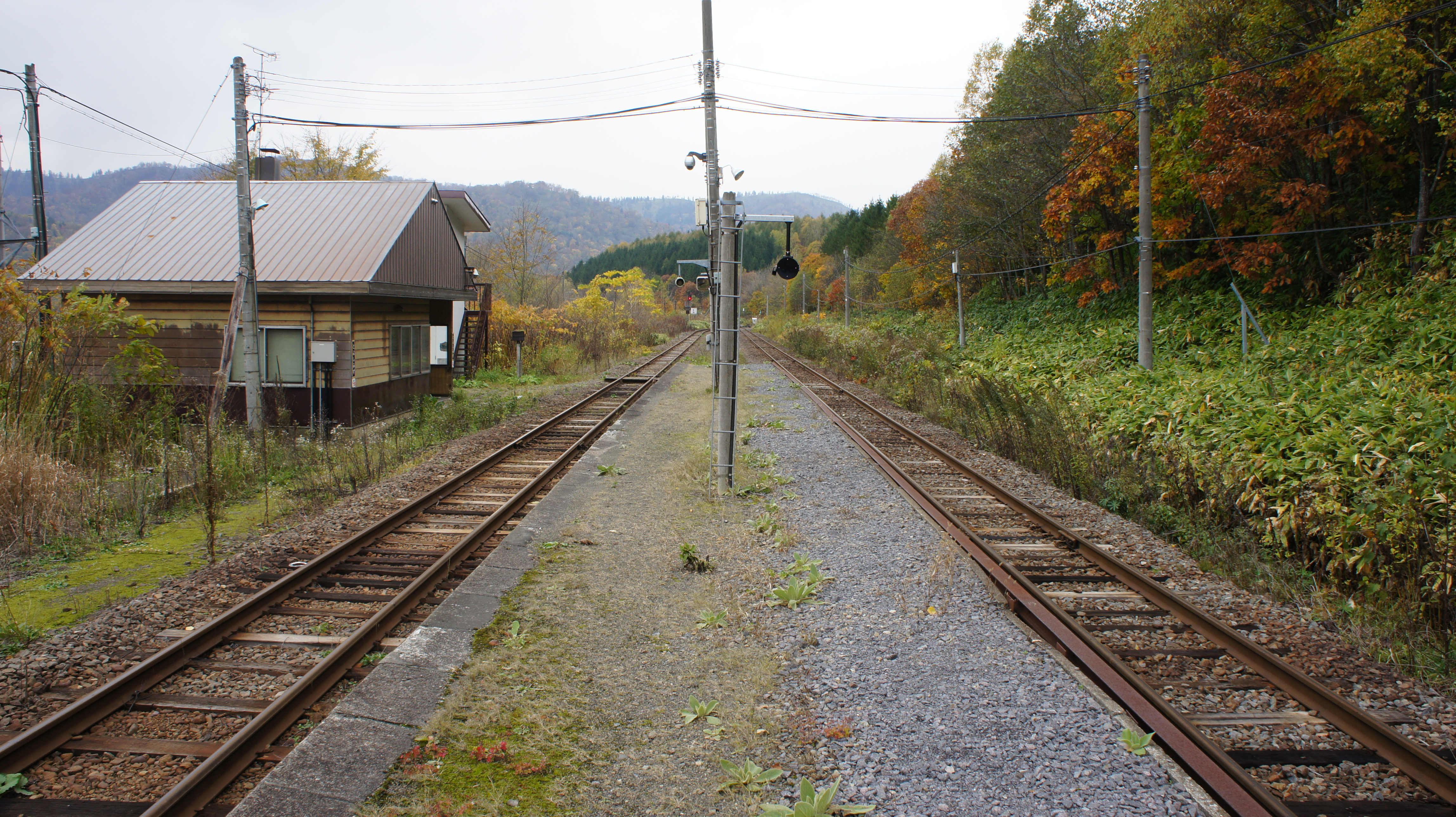
旅客営業末期のホーム（2017年10月）
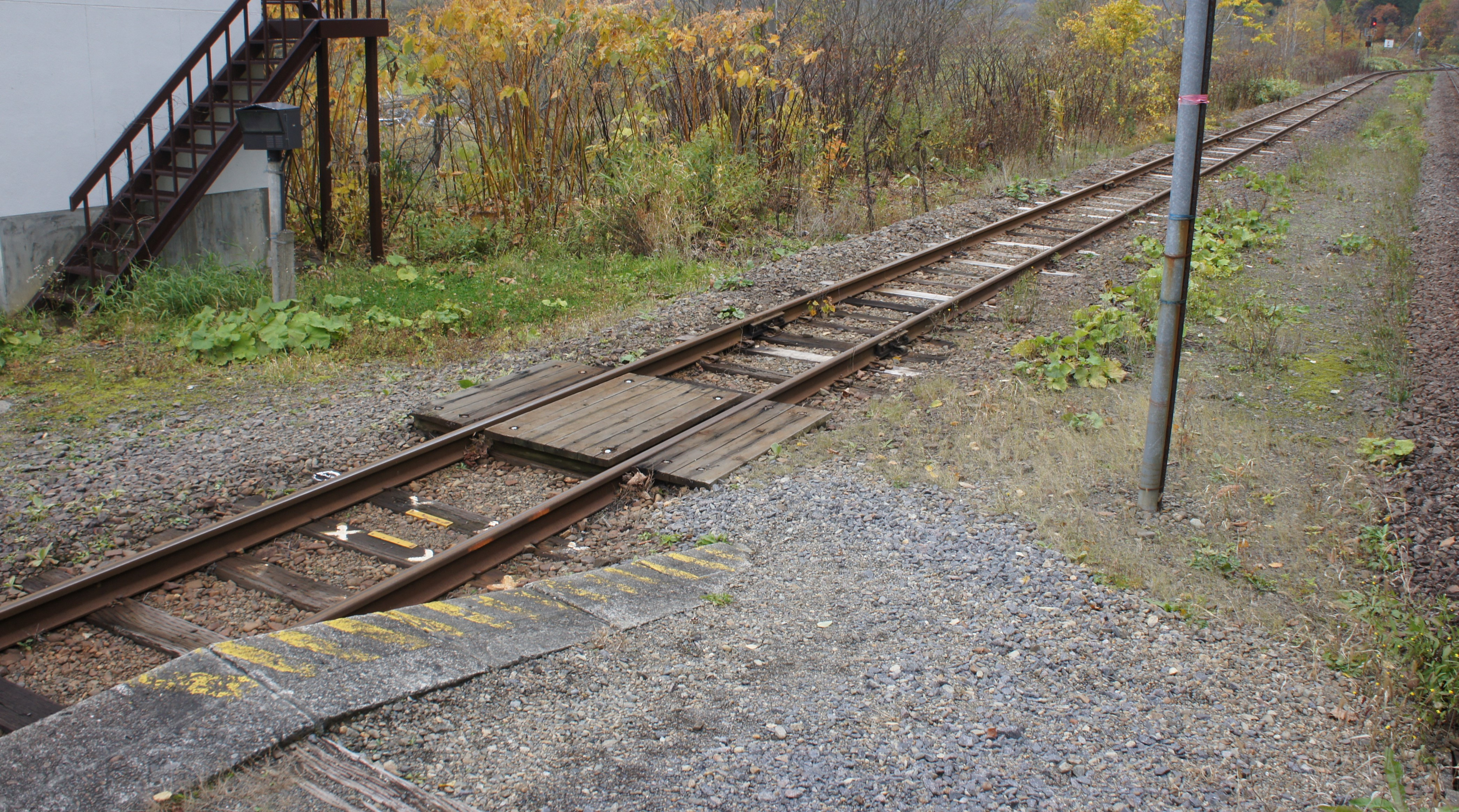
旅客営業末期の構内踏切（2017年10月）
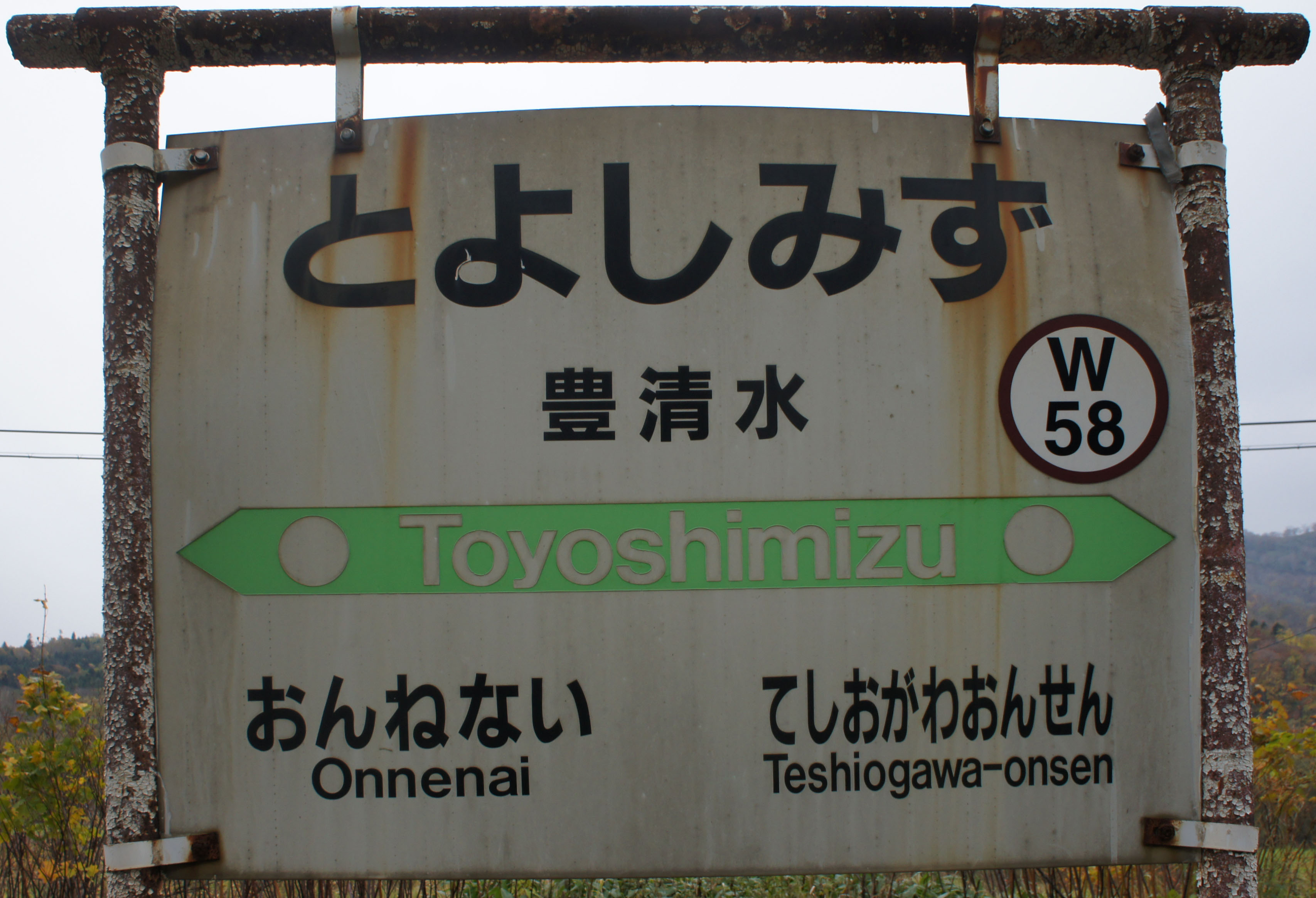
旅客営業末期の駅名標（2017年10月）

## 利用状況
旅客営業時の乗車人員の推移は以下の通り。出典が「乗降人員」となっているものについては1/2とした値を括弧書きで1日平均乗車人員の欄に示し、備考欄で元の値を示す。
また、「JR調査」については、当該の年度を最終年とする過去5年間の各調査日における平均である。
| 年度               | 乗車人員（人） | 乗車人員（人） | 乗車人員（人） | 出典       | 備考 |
| 年度               | 年間           | 1日平均        | JR調査         | 出典       | 備考 |
| ------------------ | -------------- | -------------- | -------------- | ---------- | ---- |
| 1978年（昭和53年） |                | 14.0           |                | [ 12 ]     |      |
| 2015年（平成27年） |                |                | 「1名以下」    | [ JR北 3 ] |      |
| 2016年（平成28年） |                |                | 0.4            | [ JR北 4 ] |      |
| 2017年（平成29年） |                |                | 0.4            | [ JR北 5 ] |      |
| 2018年（平成30年） |                |                | 0.4            | [ JR北 6 ] |      |
| 2019年（令和元年） |                |                | 0.4            | [ JR北 7 ] |      |
| 2020年（令和02年） |                |                | 0.4            | [ JR北 8 ] |      |

## 周辺
高台に駅があるため周りの風景が眼下に見える。周りは一面の牧草畑である。冬季には、駅周辺の一部の道路が閉鎖される。
- 国道40号 - 駅裏手。直接通じる道はない。
- 天塩川
- Blueberry House音威子府村[13] - 一戸建て型宿泊施設。冬季は駅周辺の道路が閉鎖されるため、徒歩でのアクセスは不可能となる。

## バス路線
- 美深町スクールバス：楠清水線 「楠27線」停留所

2010年（平成22年）3月現在、恩根内駅付近にあるセンタープラザ停留所との間に、スクールバスが1日3便運行されている。
日曜運休。全ての便で通学生以外も乗車可能。現在、停留所にはバス停を表す標識は撤去され、設置されていない。

## その他
当駅を含む美深町に所在する無人駅3駅が、2021年3月13日に廃止されるのに合わせて、地元若手住民で構成されるグループ「美深廃駅プロジェクト」が、廃止対象3駅を舞台とした記録映像の制作を2021年1月より開始している。同年1月25日には、映像制作費を募集するためのクラウドファンディングを開始させ、駅のイラストが入った返礼品も作成された。

## 隣の施設
北海道旅客鉄道（JR北海道）
■宗谷本線
美深駅 (W54) - *初野駅 (W55) - *紋穂内駅 (W56) - *恩根内駅 (W57) - （豊清水信号場） - 天塩川温泉駅 (W59)
*:打消線は廃駅